# Riksdagen 1560
Riksdagen 1560 ägde rum i Stockholm.
Ständerna sammanträdde den 16 juni 1560. 
Gustav Vasa hade sedan början av 1560 känt sig sjuklig och ville med detta möte få klargöranden om hur saker skulle bli efter hans död. Mötet behandlade kungens testamente och lovade att hålla dess bestämmelser. Arvföreningen bekräftades. 
Riksdagen avslutades den 30 juni 1560. Gustav Vasa avled därefter den 29 september.